# Michel Contat
Pour les articles homonymes, voir Contat.
 (août 2024).
Michel Contat, né en 1938 à Berne (Suisse), est un chercheur, écrivain, cinéaste, critique littéraire et journaliste vaudois, naturalisé français.

## Biographie
Michel Contat est le petit-fils d'un vice-chancelier de la Confédération suisse. Il passe sa jeunesse à Lausanne où il fait des études de lettres. Jeune enseignant, il rencontre des difficultés avec le département de l'instruction publique de son canton et quitte la Suisse après Mai 68 pour s'établir à Paris. Il raconte cette époque dans Paris 1959, notes d'un Vaudois, qui fait écho au texte de Charles-Ferdinand Ramuz. En 2003, il reçoit le Prix Alpes-Jura de l'Association des écrivains de langue française pour cet ouvrage.
Tout jeune, Michel Contat publie des préfaces pour Le Feu, d'Henri Barbusse, Les Voyages de Gulliver, de Jonathan Swift, L'Égoïste, de George Meredith, Le Portrait de Dorian Gray, d'Oscar Wilde, aux éditions Rencontre, à Lausanne.
À Paris, Michel Contat devient un collaborateur de Jean-Paul Sartre puis un des connaisseurs les plus proches du philosophe. Il se lie d'amitié avec André Gorz. Il commence par publier, avec Michel Rybalka, une œuvre de recensement bio-bibliographique : Les Écrits de Sartre. En 1972, le célèbre philosophe accepte de parler de sa vie, de son œuvre et de son itinéraire intellectuel pendant six heures d'entretiens. Quatre années seront nécessaires pour que le film, sorte d'essai d'autobiographie filmé, puisse voir le jour. Réalisé par Alexandre Astruc et Michel Contat, le film sort en salles en 1976, sous le titre Sartre par lui-même. En 1982, il devient chercheur au CNRS, membre de l'Institut des Textes et Manuscrits modernes, ITEM, où il crée une équipe de recherche sur les manuscrits de Sartre. Il est directeur de recherche émérite depuis sa retraite en 2004. Il est président du Groupe d'études sartriennes (GES).
Chargé par Gallimard de la publication des romans de Jean-Paul Sartre dans la Pléiade, Michel Contat édite aussi, chez Gallimard, avec Michel Rybalka, les volumes de Sartre Un théâtre de situations (1973) et Ecrits de jeunesse (1990). Il est également chroniqueur littéraire au Monde de 1978 à 2013 et critique de jazz à Télérama. 
En 2003, il publie aux Éditions Zoé Les Musiciens du samedi soir précédé en 2001 par Paris 1959 : Notes d'un Vaudois.
En 2005, il publie à l’occasion du centenaire de la naissance de Sartre, le second volume des œuvres de Sartre dans la Pléiade : Théâtre complet. Ainsi que chez Textuel, Sartre, L’invention de la liberté (2005) et un volume de Portraits & Rencontres aux éditions Zoé. Il est l'auteur avec Michel-Antoine Burnier du scénario sur Sartre et Beauvoir publié chez Grasset (2006) sous le titre Sartre, roman réalisé pour la télévision par Claude Goretta sous le titre Sartre, l'âge des passions (2006), avec Denis Podalydès dans le rôle de Sartre, et Anne Alvaro dans celui de Simone de Beauvoir. En 2008, il rassemble ses principales études dans le volume Pour Sartre (PUF). En 2009, il prépare et commente le livre audio André Gorz : Vers la société libérée (INA-Textuel). Son livre autobiographique Ma vie, côté père paraît en 2016 chez Christian Bourgois éditeur. 
Il est nommé chevalier de l'ordre des Arts et des Lettres en 2004 et New York University lui a décerné en 2008 la Medal of Honor of the Center of French Civilization. Ses archives personnelles et professionnelles sont déposées aux Archives littéraires suisses, à Berne.
Le fonds d'archives de Michel Contat se trouve aux Archives littéraires suisses à Berne.

## Publications

### Autour de Sartre
- Les Écrits de Sartre, (avec Michel Rybalka), Paris, Gallimard, 1970, 788 p.
- Problèmes de l'édition critique, (textes réunis et présentés par Michel Contat), Paris, Minard, « Cahiers de textologie », 1988, 166 p.
- L'Auteur et le manuscrit, (textes rassemblés et présentés par Michel Contat, Paris, Presses Universitaires de France, 1991, 197 p.
- Pourquoi et comment Sartre a écrit Les Mots. Genèse d'une autobiographie (sous la direction de)[1], Paris, Presses Universitaires de France, 1996, 500 p.
- Sartre (sous la direction de Michel Contat), Paris, Bayard, 2005, 282 p.
- Sartre, L'Invention de la liberté, Paris, Éditions Textuel, "Passion", 2005, 192 p.
- Sartre, roman (avec Michel-Antoine Burnier), Paris, Grasset, 2006, 240 p.
- Pour Sartre, Paris, Presses Universitaires de France, « Perspectives critiques », 2008, 581p.

### Biographie
- Ma vie, côté père[2], Paris, Bourgois, 2016, 128 p.

## Sources
- « Michel Contat », sur la base de données des personnalités vaudoises sur la plateforme « Patrinum » de la Bibliothèque cantonale et universitaire de Lausanne.
- L'Hebdo, 2004/04/12, p. 82
- Joëlle Kuntz, Le Temps, 2005/03/12, p. 9
- Michel Contat - Le journal du CNRS - CNRS